# بيتا أسود الوجه
بيتا أسود الوجه (الاسم العلمي: Pitta anerythra) (بالإنجليزية: Black-faced Pitta)‏ هي نوع من الطيور تتبع جنس البيتا من فصيلة طيور البيتا.